# میدلتون، سافک
میدلتون (به انگلیسی: Middleton) یک روستا و محله مدنی در بریتانیا است که در Suffolk Coastal واقع شده‌است. میدلتون ۳۴۳ نفر جمعیت دارد.